# 圣瓦利耶 (索恩-卢瓦尔省)
圣瓦利耶（法語：Saint-Vallier，法語發音：[sɛ̃ valje] ⓘ）是法国索恩-卢瓦尔省的一个市镇，属于欧坦区。

## 地理
圣瓦利耶（46°38'31"N, 4°22'16"E）面积24.21 平方千米，位于法国勃艮第-弗朗什-孔泰大區索恩-卢瓦尔省，该省份为法国中部省份，北起顺时针与科多尔省、汝拉省、安省、罗讷省、卢瓦尔省、阿列省和涅夫勒省接壤。
与圣瓦利耶接壤的市镇（或旧市镇、城区）包括：蒙索莱米讷、布朗济、锡里勒诺布勒、古尔东、普尤、圣罗曼苏古尔东、桑维涅莱米讷。

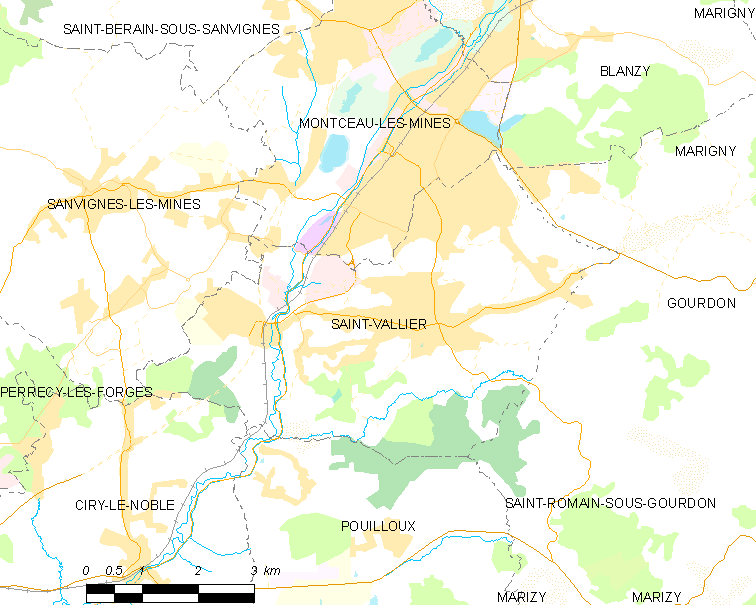
的OSM定位图

圣瓦利耶的时区为UTC+01:00、UTC+02:00（夏令时）。

## 行政
圣瓦利耶的邮政编码为71230，INSEE市镇编码为71486。

## 政治
圣瓦利耶所属的省级选区为圣瓦利耶县。

## 人口

1962-2008年间人口变化图示

圣瓦利耶于2022年1月1日时的人口数量为8508人。